# Linothele jarrini
Espèce
Linothele jarrini est une espèce d'araignées mygalomorphes de la famille des Dipluridae.

## Distribution
Cette espèce est endémique de la province de Napo en Équateur,. Elle se rencontre vers le río Bermejo.

## Description
La femelle holotype mesure 20,47 mm.

## Systématique et taxinomie
Cette espèce a été décrite par Dupérré et Tapia en 2023.

## Étymologie
Cette espèce est nommée en l'honneur de Pablo Jarrín-V.

## Publication originale
- Dupérré, Tapia & Bond, 2023 : « Review of the spider genus Linothele (Mygalomorphae, Dipluridae) from Ecuador – an exceptional case of speciation in the Andes. » Arthropoda, vol. 1, no 3, p. 68-341.